# Необъявленная война
Необъя́вленная война́ — враждебные действия государства, обычно (но не обязательно) с организованным применением вооружённых сил, при которых государство не производит объявления войны.
Необъявленными являются практически все войны, начиная со второй половины XX века.

## Определение
С другой стороны, к необъявленным войнам зачастую относятся небоевые действия:
- экономическая блокада;
- дипломатическая изоляция;
- политическая конфронтация;
- провокации на границе;
- демонстрация силы, другое наращивание военного присутствия, угроза силой;
- поддержка сепаратистских и националистических движений.

## История
Формальное объявление войны было редкостью уже к концу XVIII века и практически исчезло во второй половине XX века.
Во время очередного обсуждения проекта туннеля под Ла-Маншем в 1881—1882 годах в английском правительстве возник вопрос о военной опасности нападения без предупреждения. Дж. Морис, которому было поручено подготовить доклад по этому вопросу, с удивлением обнаружил, что «нации иногда игнорировали все обязанности объявления войны и, посреди глубокого мира, злоупотребляли доверчивостью своих соседей». К. Иглтон (англ. Clyde Eagleton) в 1938 году отметил, что во времена Мориса целью ведения необъявленной войны было использование преимущества внезапности, но с тех пор возникли новые, куда более мощные факторы: произошла революция в военном деле, взаимозависимости государств стали более сложными, появились международные организации и связанные с ними обязательства по объявлению и ведению войны. Иглтон потому усомнился в том, что в будущем какие-либо войны вообще будут объявляться, поскольку «некоторые смотрят на объявление войны как на анахронизм, который должен быть отброшен».

### США
За всю историю США конгресс объявил лишь пять войн (всего было сделано 11 объявлений войны, так как некоторые войны происходили против нескольких государств; последнее объявление войны США сделали во Вторую мировую войну), при этом, по состоянию на 1996 год, США открыто применяли военную силу за пределами страны 234 раза. После 1945 года все войны с участием США, включая такие крупные, как войны в Корее и во Вьетнаме и в Ираке были необъявленными.

### СССР и Российская Федерация
Несмотря на десять лет боевых действий в Афганистане, власти Советского Союза никогда не объявляли о войне официально. Аналогично, во время аннексии Крыма и после начала войны на Донбассе, уже власти России официально не объявляли о войне с Украиной. Согласно российской позиции, вторгнувшись в 2022 году на Украину, армия РФ также не находится в состоянии войны с Украиной (см.«СВО»).